# Drabek Károly
Drabek Károly (Balmazújváros, 1808 körül – ?) gyógyszerész.

## Élete
Feltehetően Debrecenben gyakornokoskodott, amire 16 lap terjedelmű vizsgaértekezése utal, amelyet „Nemzetes és tudós Boér László úrnak, a gyógyszeresség mesterének zsendülő kora példás oktatójának, tanítójának és tapasztalt fáradhatatlan jó urának” ajánlott, aki a Nap gyógyszertár tulajdonosa volt. Drabek Balmazújvároson volt gyakorló orvos. 1862-ben a Somogy vármegyei Karádon volt a Szentlélek gyógyszertár tulajdonosa.

## Munkája
- Gyógyszeres értekezés a borkősavas szikhamagról (Tartras lixivae et sodae) és a szénvasas vasacsról (ferrum carbonicum.) Pest, 1836.